# La Reine Tin Hinan
Pour les articles homonymes, voir Tin Hinan (homonymie).
La Reine Tin Hinan est un tableau de Hocine Ziani, peint en 2007 et acquis la même année  par le Conseil Constitutionnel algérien, où il est exposé en permanence. Cette institution possède d’autres toiles signées du même auteur, notamment le portrait de L’émir Abdelkader méditant,  le Portrait de Benbadis et La Moubayaa (l’Allégeance) faite à Abdelkader. Cette production de l’artiste fait suite à une commande de l’institution et de la volonté de son ancien et défunt président Boualem Bessayah.

## Sujet
Tin Hinan est un personnage légendaire, la reine mère guerrière, fondatrice des Touaregs, et muse des hommes bleus du désert.